# 道程 (詩集)
『道程』（どうてい）は、大正時代の詩人・彫刻家高村光太郎が自費で1914年に刊行した詩集。1910年から1914年にかけて『スバル』『朱欒』『白樺』『創作』などで発表された詩、小曲など76編を収める。1940年11月改定版発刊、1945年1月再改訂版発刊。改訂版では当初から40編が削除され、27編が追加されている。1940年改訂版により1941年度第一回帝国藝術院賞を受賞。
理想主義的・人道主義的傾向の濃厚な、大正詩壇を代表する記念碑的詩集。

## 概要
『道程』は1906年から1909年にかけてニューヨーク、ロンドン、パリなどを遊学した高村光太郎が帰国後に発表した詩編をまとめ上げ、1914年10月15日に抒情詩社より自費出版した詩集で、大正時代の詩壇に大きな影響を与えた作品とされている。制作の時系列順に収録されており、「泥七寳」を境に作風に大きな違いがみられる。前半部は怒りや絶望、焦燥などを表現したデカダンの影響を強く受けた詩が多くみられ、長沼智恵子との恋愛時期と重複する後半部は喜びや決意、祈りを表現した詩が多くみられる。当時では稀な時系列順に並べられた詩集となっているが、制作背景において高村は『某月某日』のなかで、「世間の言う詩集という特殊観念に鼻もちがならず、ただ制作順に自己の詩を並べて読者に内面を見てもらおうとした」と詩編収録の意図を語っている。
『道程』の原稿は長期に渡り行方が不明であったが、1998年に所有者が見つかったことが報道され、2007年、山梨県立文学館にて38枚分の原稿が初めて一般公開された。

## 初版収録作品

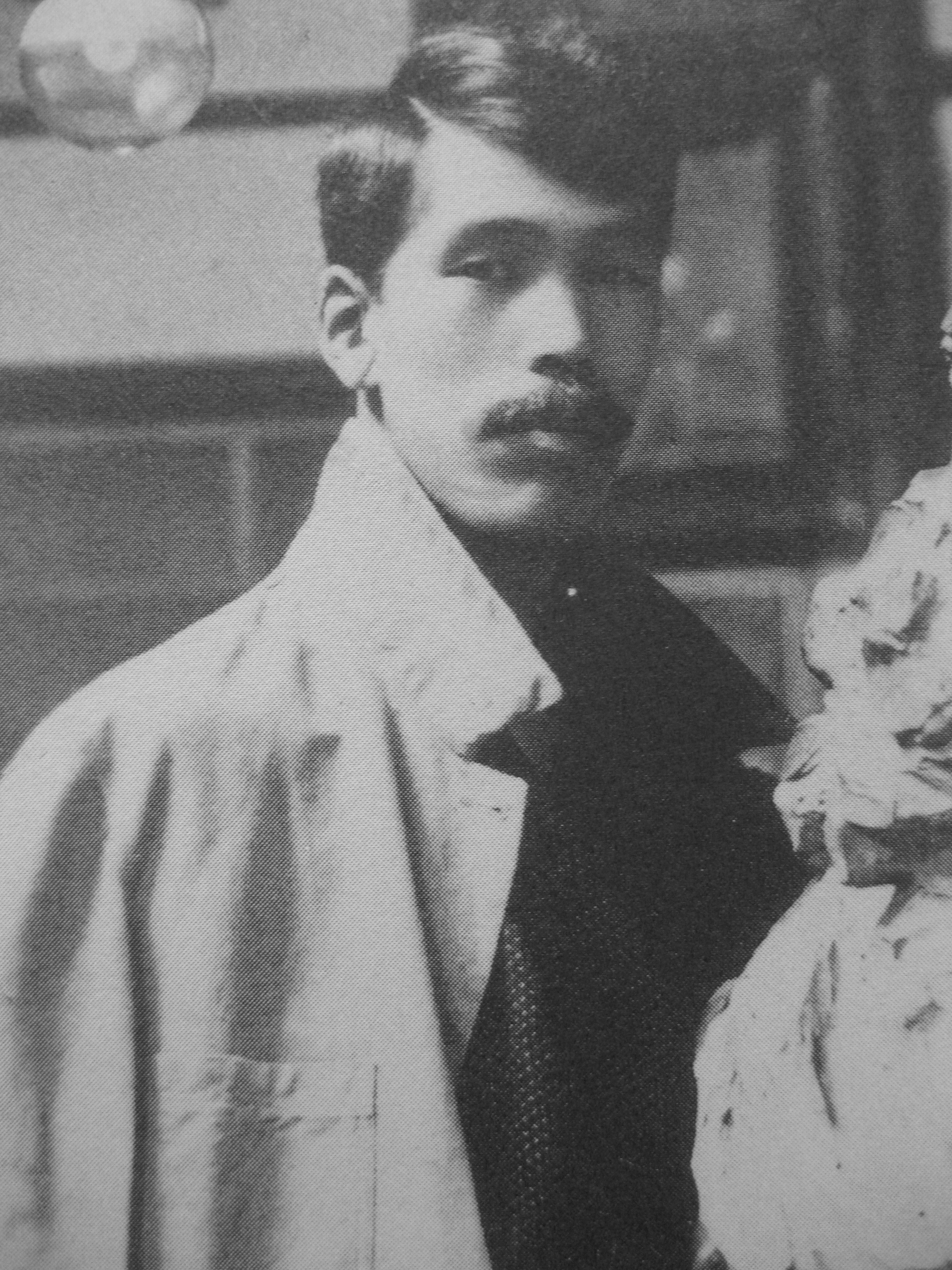
『道程』制作時期(1912年ごろ)の高村光太郎。

下表制作年は初版『道程』内に記載のある年月日を表記した。発表雑誌は各詩編の初出情報。
| 項番 | タイトル             | 制作年          | 発表雑誌                                      | 備考                                     |
| ---- | -------------------- | --------------- | --------------------------------------------- | ---------------------------------------- |
| 1    | 失はれたるモナ・リザ | 1910年12月14日  | 『スバル』1911年1月号                         |                                          |
| 2    | 生けるもの           | 1910年          | 『スバル』1911年1月号                         |                                          |
| 3    | 根付の國             | 1910年12月16日  | 『スバル』1911年1月号                         |                                          |
| 4    | 書室の夜             | 1911年1月12日   | 『スバル』1911年2月号                         |                                          |
| 5    | 熊の毛皮             | 1911年1月15日   | 『スバル』1911年2月号                         |                                          |
| 6    | 人形町               | 1911年1月15日   | 『スバル』1911年2月号                         |                                          |
| 7    | 甘栗                 | 1911年1月19日   | 『スバル』1911年2月号                         |                                          |
| 8    | 庭の小鳥             | 1911年1月19日   | 『スバル』1911年2月号                         |                                          |
| 9    | 亡命者               | 1911年2月10日   | 『スバル』1911年3月号                         |                                          |
| 10   | 鳩                   | 1911年2月10日   | 『スバル』1911年3月号                         |                                          |
| 11   | 食後の酒             | 1911年2月21日   | 『スバル』1911年3月号                         |                                          |
| 12   | 寂寥                 | 1911年3月13日   | 『スバル』1911年4月号                         |                                          |
| 13   | 聲                   | 1911年3月20日   | 『スバル』1911年6月号                         |                                          |
| 14   | 風                   | 1911年3月21日   | 『スバル』1911年6月号                         |                                          |
| 15   | 新緑の毒素           | 1911年6月11日   | 『白樺』1911年7月号                           |                                          |
| 16   | 廢頽者より           | 1911年6月14日   | 『詩歌』1911年7月号                           |                                          |
| 17   | 『河内屋與兵衞』     | 1911年          | 『スバル』1911年7月号                         |                                          |
| 18   | 髪を洗ふ女           | 1911年          | 『スバル』1911年8月号                         |                                          |
| 19   | 『心中宵庚申』       | 1911年          | 『スバル』1911年7月号                         |                                          |
| 20   | 夏                   | 1911年6月13日   | 『スバル』1911年7月号                         |                                          |
| 21   | なまけもの           | 1911年6月15日   | 『スバル』1911年7月号                         |                                          |
| 22   | 手                   | 1911年          | 『スバル』1911年7月号                         |                                          |
| 23   | 金秤                 | 1911年          | 『スバル』1911年7月号                         |                                          |
| 24   | はかなごと           | 1911年          | 『スバル』1911年7月号                         |                                          |
| 25   | めくり暦             | 1911年          | 『スバル』1911年8月号                         |                                          |
| 26   | 地上のモナ・リザ     | 1911年7月6日    | 『スバル』1911年8月号                         |                                          |
| 27   | 葛根湯               | 1911年7月7日    | 『スバル』1911年8月号                         |                                          |
| 28   | 夜半                 | 1911年7月8日    | 『スバル』1911年8月号                         |                                          |
| 29   | けもの               | 1911年7月8日    | 『スバル』1911年8月号                         |                                          |
| 30   | あつき日             | 1911年          | 『スバル』1911年8月号                         |                                          |
| 31   | 父の顔               | 1911年7月12日   | 『スバル』1911年8月号                         |                                          |
| 32   | 泥七寳               | 1911年7月-翌6月 | 『スバル』1912年8月号                         |                                          |
| 33   | ビフテキの皿         | 1911年10月15日  | 『スバル』1911年11月号                        |                                          |
| 34   | 青い葉が出ても       | 1912年6月11日   | 『文章世界』1912年7月号                       |                                          |
| 35   | 赤鬚さん             | 1912年6月11日   | 『文章世界』1912年7月号                       |                                          |
| 36   | あをい雨             | 1912年6月21日   | 『スバル』1912年7月号                         |                                          |
| 37   | 友の妻               | 1912年7月21日   | 『スバル』1912年8月号                         |                                          |
| 38   | ――に                 | 1912年7月25日   | 『劇と詩』1912年9月号                         | 『智恵子抄』に再録にあたり「人に」と改題 |
| 39   | 夏の夜の食慾         | 1912年8月10日   | 『抒情詩』1912年10月創刊号                    |                                          |
| 40   | 或る夜のこころ       | 1912年8月18日   | 『スバル』1912年9月号                         | 『智恵子抄』に再録                       |
| 41   | おそれ               | 1912年          | 『スバル』1912年9月号                         | 『智恵子抄』に再録                       |
| 42   | 犬吠の太郎           | 1912年9月26日   | 『朱欒』1912年10月号                          |                                          |
| 43   | さびしきみち         | 1912年10月8日   | 『第1回ヒユウザン会展覧会目録』1912年10月12日 |                                          |
| 44   | カフェにて           | 1912年          | 『趣味』1913年3月号                           | 項番47,53,57とは別詩                     |
| 45   | 梟の族               | 1912年10月20日  | 『詩歌』1912年11月号                          |                                          |
| 46   | 冬が來る             | 1912年10月23日  | 『朱欒』1912年11月号                          |                                          |
| 47   | カフェにて           | 1912年          | 『趣味』1913年3月号                           | 項番44,53,57とは別詩                     |
| 48   | 或る宵               | 1912年10月23日  | 『朱欒』1912年11月号                          | 『智恵子抄』に再録                       |
| 49   | 夜                   | 1912年10月25日  | 『抒情詩』1912年11月号                        |                                          |
| 50   | 狂者の詩             | 1912年11月21日  | 『白樺』1912年12月号                          |                                          |
| 51   | 郊外の人に           | 1912年11月25日  | 『朱欒』1912年12月号                          | 『智恵子抄』に再録                       |
| 52   | 冬の朝のめざめ       | 1912年11月30日  | 『朱欒』1912年12月号                          | 『智恵子抄』に再録                       |
| 53   | カフェにて           | 1912年          | 『趣味』1913年3月号                           | 項番44,47,57とは別詩                     |
| 54   | 師走十日             | 1912年12月11日  | 『詩歌』1913年1月号                           |                                          |
| 55   | 戦闘                 | 1912年12月14日  | 『文章世界』1912年1月号                       |                                          |
| 56   | 人に                 | 1913年2月18日   | 『新文林』1913年3月号                         |                                          |
| 57   | カフェにて           | 1913年          | 『趣味』1913年3月号                           | 項番44,47,53とは別詩                     |
| 58   | 深夜の雪             | 1913年2月19日   | 『詩歌』1913年3月号                           | 『智恵子抄』に再録                       |
| 59   | 人類の泉             | 1913年3月15日   | 『詩歌』1913年6月号                           | 『智恵子抄』に再録                       |
| 60   | 山                   | 1913年11月4日   | 『文章世界』1913年12月号                      |                                          |
| 61   | よろこびを告ぐ       | 1913年12月5日   | 『詩歌』1914年1月号                           |                                          |
| 62   | 現實                 | 1913年          | 『我等』1914年1月創刊号                       |                                          |
| 63   | 冬が來た             | 1913年12月5日   | 『我等』1914年1月創刊号                       |                                          |
| 64   | 冬の詩               | 1913年12月6日   | 『創作』1914年3月号                           |                                          |
| 65   | 牛                   | 1913年12月7日   | 『我等』1914年1月号                           |                                          |
| 66   | 僕等                 | 1913年12月9日   | 『我等』1914年1月号                           | 『智恵子抄』に再録                       |
| 67   | 道程                 | 1914年2月9日    | 『美の廃墟』1914年3月号                       | 初出は全102行の長詩                      |
| 68   | 愛の嘆美             | 1914年2月12日   | 『創造』1914年3月号                           | 『智恵子抄』に再録                       |
| 69   | 群集に               | 1914年2月16日   | 『我等』1914年3月号                           |                                          |
| 70   | 婚姻の榮誦           | 1914年3月6日    | 『文章世界』1914年4月号                       |                                          |
| 71   | 萬物と共に踊る       | 1914年3月9日    | 『女子文壇』1914年4月号                       |                                          |
| 72   | 瀕死の人に與ふ       | 1914年3月14日   | 『我等』1914年3月号                           |                                          |
| 73   | 晩餐                 | 1914年4月25日   | 『我等』1914年5月号                           | 『智恵子抄』に再録                       |
| 74   | 五月の土壌           | 1914年5月16日   | 『詩歌』1914年6月号                           |                                          |
| 75   | 淫心                 | 1914年8月27日   | 『我等』1914年9月号                           |                                          |
| 76   | 秋の祈               | 1914年10月8日   | 書き下ろし                                    |                                          |